# Luj I. Bonaparte
Luj I. Bonaparte (tal. Luigi Buonaparte) (Ajaccio, Korzika, 2. rujna 1778. – Livorno, Italija, 25. srpnja 1846.), francuski vojskovođa i Napoleonov brat. Brat ga je postavio za nizozemskog kralja (1806. – 1810.) i na toj se dužnosti brinuo za dobrobit svoj građana. Od 1810. godine koristio je naslov grofa Saint-Leu.
Sudjelovao je s Napoleonom u njegovim vojnim pohodima u Italiji (1796. – 1797.) i u Egiptu (1798. – 1799.). Godine 1802. Napoleon ga je oženio s Hortensom, kćerkom svoje supruge Joséphine de Beauharnais, no brak nije bio sretan. Dvije godine kasnije, Luj je promaknut u generala, a 1805. imenovan je guvernerom Pariza.
Godine 1806. Napoleon ga je postavio za nizozemskog kralja. Međutim, naišao je na Lujev otpor kada je pokušao prekinuti trgovačke veze između Nizozemske i Velike Britanije, koje su kršile Napoleonov trgovački embargo protiv Engleza. Budući da su Napoleonova nastojanja završila neuspješno, izvršio je 1810. godine vojni napada na Nizozemsku, nakon čega je Luj abdicirao s prijestolja i prebjegao u Češku. Zadnje godine života proveo je u Italiji, gdje je publicirao nekoliko djela (Documents historiques et réflexions sur le gouvernement de la Hollande, 3 vol., 1820., Marie, ou les peines de l’amour, 2 vol., 1812. i Le Retour, 1846.).

## Obitelj
Luj Bonaparte je sa suprugom Hortensijom imao troje djece:
- Napoleon Charles (1802. – 1807.) - princ
- Luj II. (1804. – 1831.) - nizozemski kralj
- Napoleon III. (1808. – 1873.) - predsjednik Druge Republike i car Drugog Carstva